# Sippola (quartier)
Sippola est un quartier et une zone statistique d'Anjalankoski à Kouvola en Finlande ,.

## Description
Le quartier correspond à la majeure partie du territoire de l'ancienne municipalité de Sippola et il est principalement rural. 
L'église de Sippola du village de Sippola et le village de Liikkala sont situés dans le quartier.
Les quartiers voisins de Sippola sont Myllykoski, Keltakangas, Inkeroinen , Kaipiainen et Utti.

## Galerie

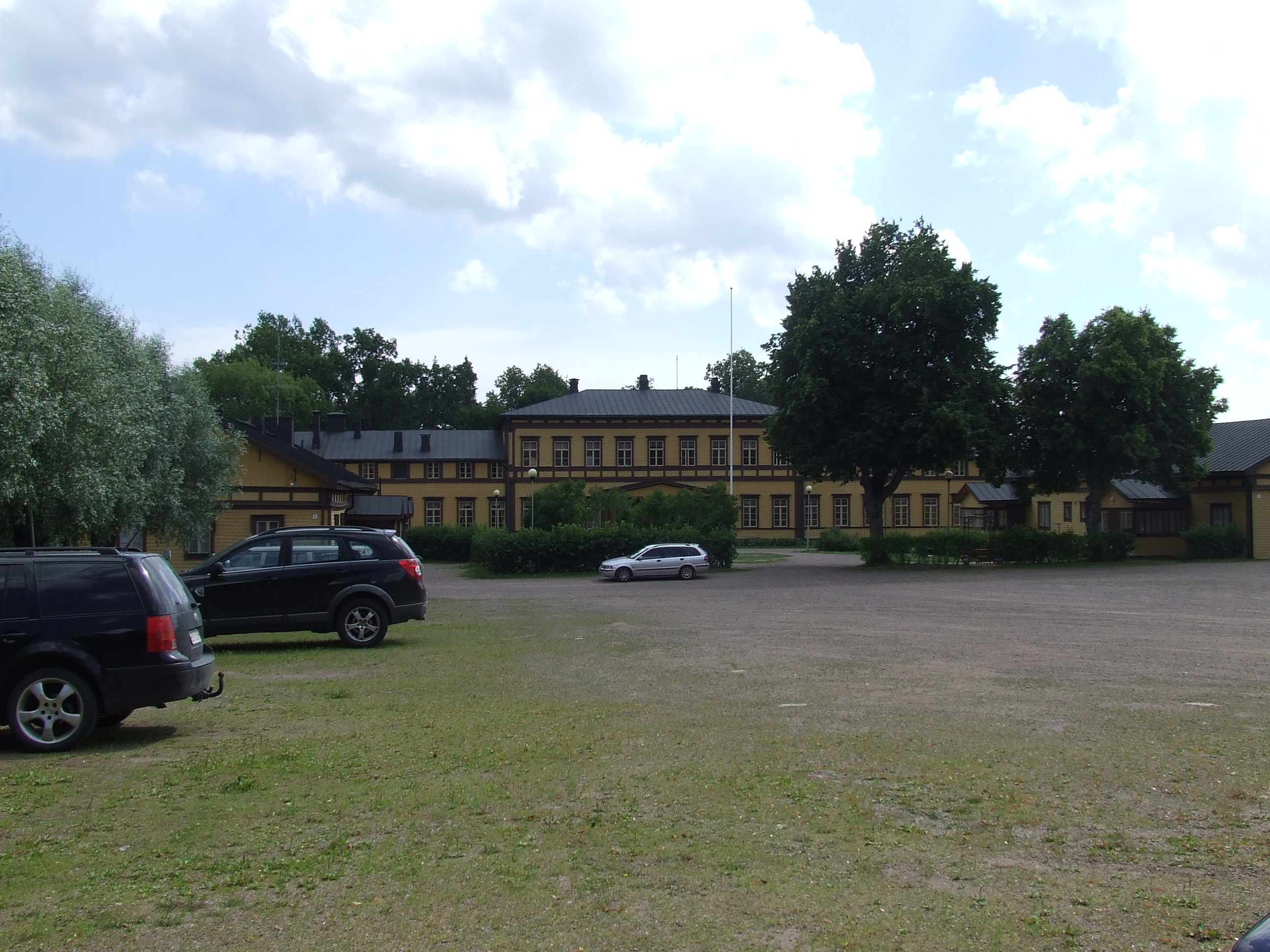
Manoir de Sippola.
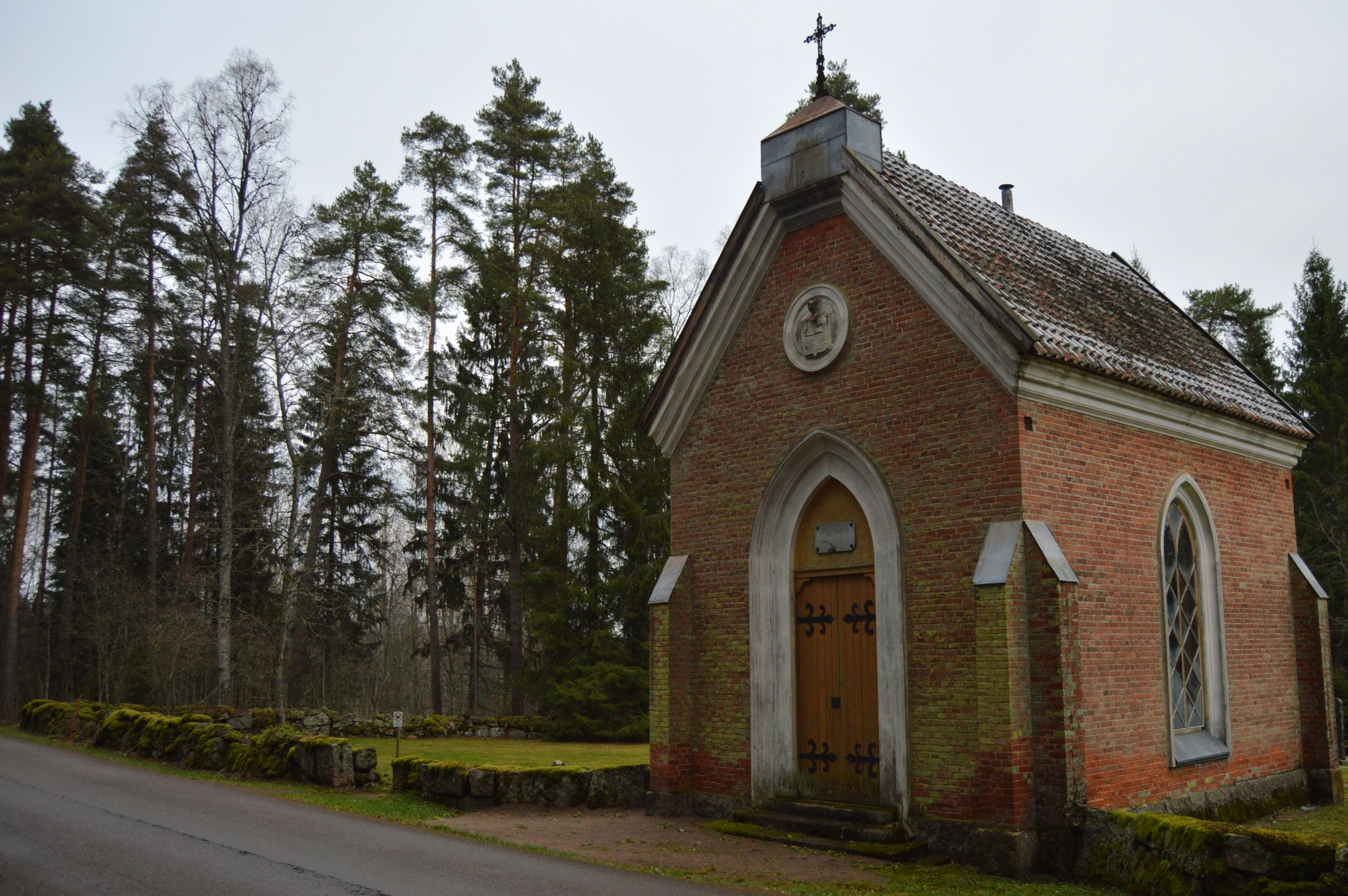
Mausolée Von Daehn.
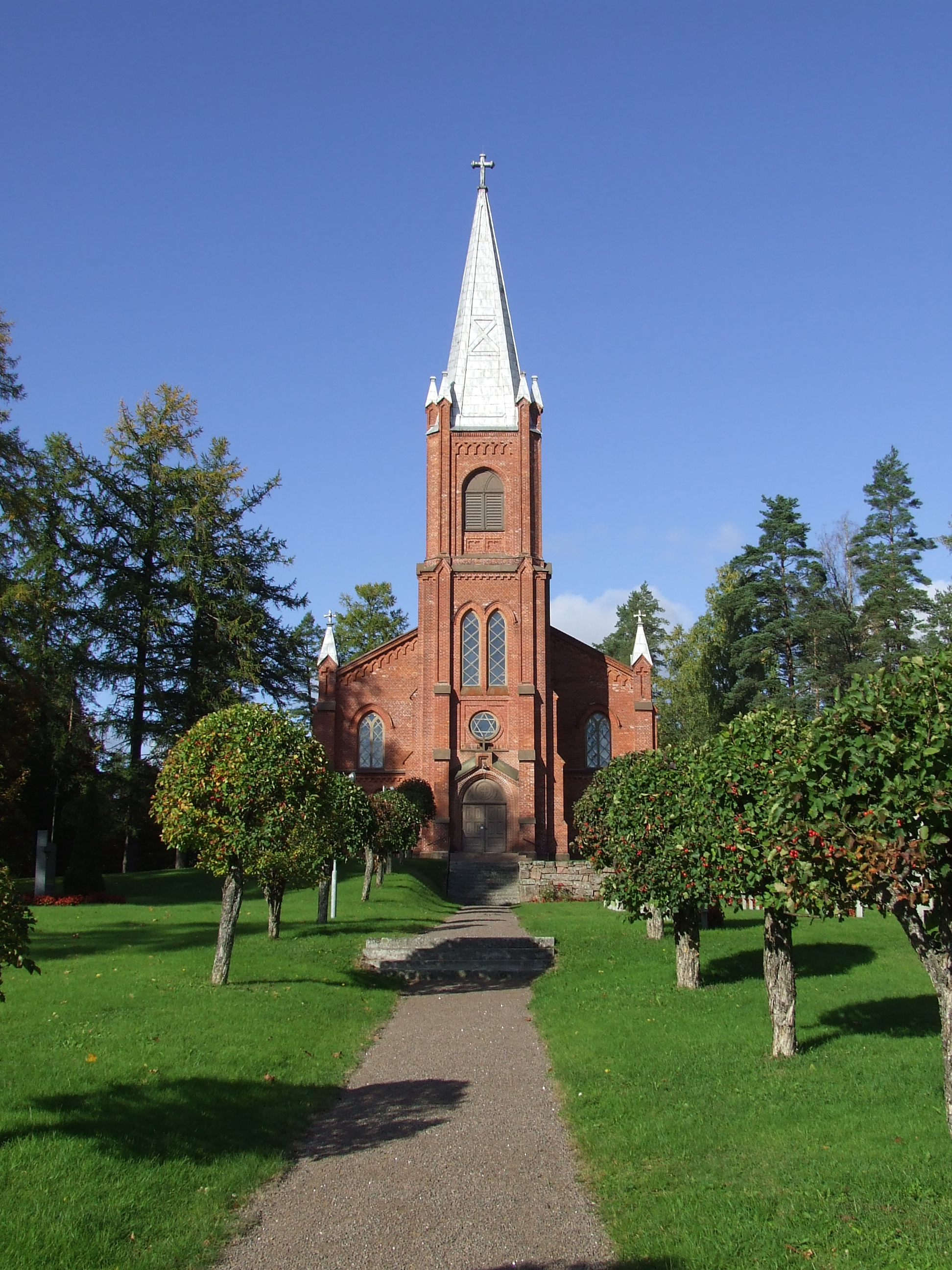
Église de Sippola.